# A Real Pain
A Real Pain er en amerikansk/polsk film fra 2024, der er skrevet og instrueret af Jesse Eisenberg. Eisenberg spiller sammen med Kieran Culkin de to hovedroller som to meget forskellige amerikanske fætre, der efter deres fælles bedstemors død rejser til Polen for at opleve hendes gamle hjemland. Bedstemoderen overlevede med nød og næppe anden verdenskrigs rædsler, og filmen handler også om, hvordan hendes oplevelser har påvirket hendes efterkommere. Filmen fik meget gode anmeldelser i USA og Danmark, og Culkin vandt en Oscar for bedste birolle for sin præstation i filmen.

## Medvirkende
- Jesse Eisenberg som David Kaplan
- Kieran Culkin som Benjamin "Benji" Kaplan
- Will Sharpe som James
- Jennifer Grey som Marcia
- Kurt Egyiawan som Eloge
- Liza Sadovy som Diane
- Daniel Oreskes som Mark
- Ellora Torchia som Priya[5]

## Modtagelse

### USA
På det amerikanske websted Rotten Tomatoes, der opsummerer amerikanske mediers filmanmeldelser, var 96 % af de 237 indsamlede anmeldelser positive med en gennemsnitlig vurdering på 8,3 ud af 10 mulige point. Webstedets sammenfattende vurdering lød: "Med en indsats, der stjæler opmærksomheden, fra Kieran Culkin er A Real Pain et voldsomt sjovt drama, der giver følelsesmæssig genlyd og får forfatteren/instruktøren/filmstjernen Jesse Eisenberg til at spille op til sine bedste sider på begge sider af kameraet."

### Danmark
Filmmagasinet Ekko gav filmen fem ud af seks stjerner og skrev, at "Eisenberg har med afsæt i egen jødisk-polske baggrund drejet en ualmindeligt rørende film, der med elegiske toner er tintet af en tankevækkende humanisme". Dagbladet Information, der ikke uddeler stjerner, kaldte filmen for en "virkelig god dramakomedie". Jyllands-Posten tildelte også fem stjerner og skrev, at Kieran Culkin var bedre end nogensinde i en "rørende og sjov Holocaust-komedie". Politiken gav fire hjerter og mente, at en Oscar til Culkin var indenfor rækkevidde. I Weekendavisen mente anmelderen, at filmen var dybt seværdig, bevægende og sjov, men dog også lidt for pæn og lovlig amerikansk på præcis samme måde som den gruppe turister, den portrætterede.